# Goldie Hawn
Goldie Jeanne Hawn (Washington, D.C., 21 de novembro de 1945) é uma atriz e produtora de cinema norte-americana. Premiada com o Oscar de melhor atriz coadjuvante, é mais conhecida pelas comédias que estrelou nos anos 1970 e 80.

## Biografia

### Primeiros anos e formação acadêmica
Hawn nasceu em Washington, D.C., filha de Laura (nascida Steinhoff; 27 de novembro de 1913 - 27 de novembro de 1993), dona de uma joalheria e de uma escola de dança, e de Edward Rutledge Hawn (28 de setembro de 1908 - 7 de junho de 1982), um músico de banda que tocou em grandes eventos em Washington. Seu nome é uma homenagem à tia de sua mãe. Ela tem uma irmã, a publicitária de entretenimento Patti Hawn (nascida em 24 de março de 1938); seu irmão, Edward Jr. (nascido em 10 de fevereiro de 1937) morreu ainda criança pouco antes de Patti ser concebida.
Seu pai era um presbiteriano de ascendência alemã e inglesa. Sua mãe era judia, filha de imigrantes da Hungria. Hawn foi criada como judia. Ela foi criada em Takoma Park (Maryland) e estudou na Montgomery Blair High School.
Hawn começou a ter aulas de balé e sapateado aos três anos de idade e dançou no corpo de balé da produção do Ballet Russe de Monte Carlo de O Quebra-Nozes em 1955. Ela fez sua estreia nos palcos em 1964, interpretando Julieta em uma produção do Festival Shakespeare de Virgínia de Romeu e Julieta.
Em 1964, ela começou a dar aulas em uma escola de balé, tendo abandonado a American University, onde estava se formando em teatro. Em 1964, Hawn fez sua estreia profissional na dança com uma produção de Can-Can no Texas Pavilion da Feira Mundial de Nova York. Ela começou a trabalhar como dançarina profissional um ano depois e apareceu como go-go dancing em Nova York e no Peppermint Box em Nova Jersey.

## Carreira
Na segunda metade de década de 1960, Hawn estreou como atriz em televisão, personificando diversas vezes o estereótipo cômico da 'loira burra e meiga', que a tornaria famosa e em cima do qual faria três comédias românticas de grande sucesso nos anos seguintes na tela grande: Liberdade Para as Borboletas, Caiu uma Moça na Minha Sopa e Flor de Cacto, seu trabalho de estreia no cinema, com Walter Matthau e Ingrid Bergman nos papéis principais e que lhe garantiu o Oscar de melhor atriz (coadjuvante/secundária) de 1969.
Nos anos 1970 e 80, Goldie se consagraria como atriz e produtora, primeiro com o papel principal do thriller de estreia de Steven Spielberg no cinema, Louca Escapada / Asfalto Quente e depois, principalmente, em comédias rasgadas ou dramáticas como Shampoo, Golpe Sujo, Alta Tensão / Na Corda Bamba, A Recruta Benjamim e A Morte Lhe Cai Bem, também produzido por ela e que lhe deu uma indicação ao Oscar de melhor atriz de 1980.
Nos anos 1990, sua carreira entrou num compasso mais lento e os sucessos de bilheteria foram menores, o maior deles em O Clube das Desquitadas / O Clube das Divorciadas com Bette Midler e Diane Keaton, em que ela também mostra seus dotes de cantora no álbum com a trilha sonora do filme.
Depois do fiasco de público e crítica de Ricos, Bonitos e Infiéis / Mistérios do Sexo Oposto, seu filme de 2000 com Warren Beattye Diane Keaton, Goldie fez Doidas Demais / As Manas do Rock em 2002, seu último trabalho no cinema até o momento.

## Vida pessoal
Mesmo judia por parte de mãe, Hawn se converteu ao budismo nos anos 1970 e pratica a religião, tendo criado seus filhos dentro das filosofias judaica e budista. Não abre mão de suas raízes judaicas e se descreve como meio judia e meio budista, visitando a Índia anualmente e viajando a Israel, como uma demonstração de identificação com seu povo e com as duas religiões.
Hawn estudou meditação. Em uma entrevista de 2012, ela declarou: "Não me considero budista. Nasci judia e considero isso minha religião". Ela também declarou: "Não é a ideia de uma religião em particular que é importante; é o desenvolvimento de uma vida espiritual".

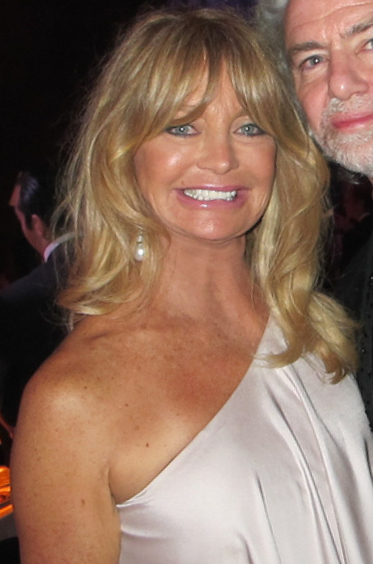
Hawn no Cinema Against AIDS.

Hawn apoia a comunidade LGBT. Falando sobre nações, como a Nigéria e outras que criminalizaram os gays, ela denunciou essas leis, afirmando: “Esta é a desumanidade do homem para o homem, de primeira ordem”.

### Relacionamentos e família
Goldie foi casada entre 1969 e 1976 com Gus Trikonius, de quem se divorciou para casar com Bill Hudson do trio musical Hudson Brothers, e de quem se divorciou em 1980. Desta relação, tem dois filhos atores, Oliver e, a mais conhecida internacionalmente, Kate Hudson, que lhe deu um neto em 2004. Desde 1982, vem mantendo um relacionamento estável com o também ator Kurt Russell, com quem também tem um filho, Wyatt.

### Fundação Hawn
Em 2003, Hawn fundou a Hawn Foundation, uma organização sem fins lucrativos que oferece programas de educação para jovens com o objetivo de melhorar o desempenho acadêmico por meio de "estratégias de melhoria de vida para o bem-estar". A Hawn Foundation tem apoiado estudos de pesquisa conduzidos por pesquisadores externos para avaliar a eficácia de seu programa educacional para crianças, chamado MindUP.

## Filmografia

### Cinema

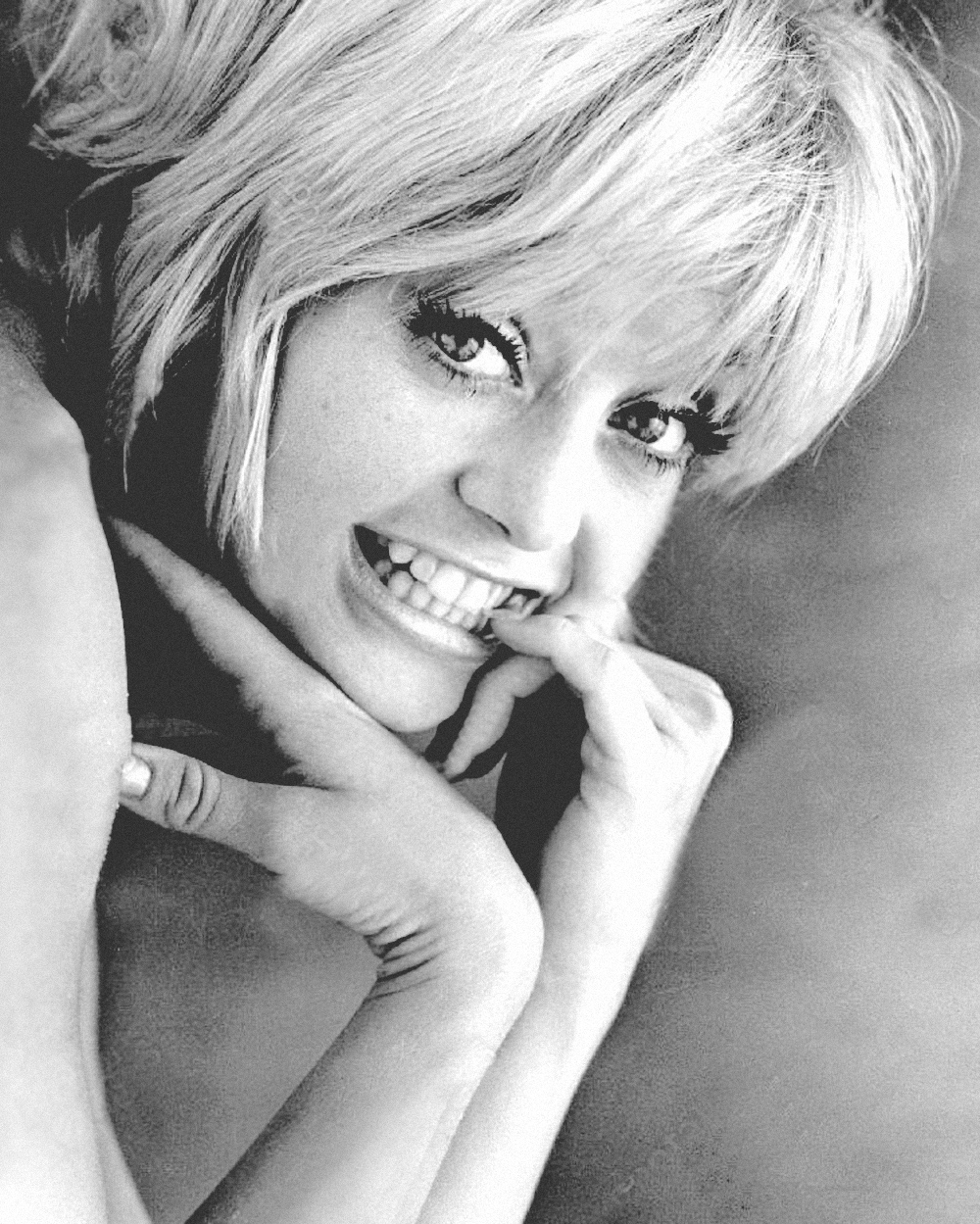
Goldie em 1970, em foto promocional do filme Cactus Flower (1969).

| Ano  | Título                                          | Personagem                     | Notas         |
| ---- | ----------------------------------------------- | ------------------------------ | ------------- |
| 1968 | The One and Only, Genuine, Original Family Band | Giggly Girl                    |               |
| 1969 | The Sidehackers                                 | —                              | Não creditada |
| 1969 | Cactus Flower                                   | Toni Simmons                   |               |
| 1970 | There's a Girl in My Soup                       | Marion                         |               |
| 1971 | $                                               | Dawn Divine                    |               |
| 1972 | Butterflies Are Free                            |                                |               |
| 1974 | The Sugarland Express                           | Lou Jen Popli                  |               |
| 1974 | The Girl from Petrovka                          | Okytabrina                     |               |
| 1975 | Shampoo                                         | Jany Haynes                    |               |
| 1976 | The Duchess and the Dirtwater Fox               | Amanda Quaid Duchess Swansbury |               |
| 1978 | Foul Play                                       | Gloria Mundy                   |               |
| 1979 | Lovers and Liars                                | Anita                          |               |
| 1980 | Private Benjamin                                | Judy Benjamim                  |               |
| 1980 | Seems Like Old Times                            | Glenda Gardenia Parks          |               |
| 1982 | Best Friends                                    | Paula McCullen                 |               |
| 1984 | Swing Shift                                     | Kay Walsh                      |               |
| 1984 | Protocol                                        | Sunny Davis                    |               |
| 1986 | Wildcats                                        | Molly McGrath                  |               |
| 1987 | Overboard                                       | Joanna Stayton/ Annie Proffitt |               |
| 1990 | Bird on a Wire                                  | Marianne Graves                |               |
| 1991 | Deceived                                        | Adrienne Saunders              |               |
| 1992 | CrissCross                                      | Tracy Cross                    |               |
| 1992 | Housesitter                                     | Gwen Duncle/ Buckley/ Phillips |               |
| 1992 | Death Becomes Her                               | Helen Sharp                    |               |
| 1996 | The First Wives Club                            | Elise Elliot Atchison          |               |
| 1996 | Everyone Says I Love You                        | Steffi Dandridge               |               |
| 1999 | The Out-of-Towners                              | Nancy Clark                    |               |
| 2001 | Town & Country                                  | Mona Morris                    |               |
| 2002 | The Banger Sisters                              | Suzette                        |               |
| 2012 | Hot Flash Havoc                                 | Narradora                      | Documentário  |
| 2017 | Snatched                                        | Linda Middleton                |               |
| 2017 | SPF-18                                          | —                              | Narradora     |
| 2018 | The Christmas Chronicles                        | Mrs. Claus                     | [ 20 ]        |
| 2020 | The Christmas Chronicles 2                      | Mrs. Claus                     | [ 21 ]        |
| TBA  | Family Jewels                                   | TBA                            | [ 22 ]        |

### Televisão
| Ano de Çançament | Título                     | Personagem                | Notas                                                       |
| ---------------- | -------------------------- | ------------------------- | ----------------------------------------------------------- |
| 1967-68          | Good Morning World         | Sandy Kramer              | 1 temporada (20 episódios)                                  |
| 1968–70          | Rowan & Martin's Laugh-In  | Goldie (aparição regular) | Temporadas 1–4 (64 episódios)                               |
| 1997             | Space Ghost Coast to Coast | Ela mesma                 | Temporada 4 (Episódio: "Pavement")                          |
| 2013             | Phineas and Ferb           | Peggy McGee (voz)         | Temporada 4 (Episódio: "Thanks But No Thanks"/"Troy Story") |

## Discografia

### Álbuns
- 1972, Goldie, Reprise Records: MS 2061

### Singles
- 1972, "Pitta Patta", Reprise Records: REP 1126 (dirigido por Van Dyke Parks)
- 1997, "You Don't Own Me", Columbia Records: XPCD842 (com Bette Midler e Diane Keaton)

## Prêmios e indicações

#### Óscar
| Ano  | Categoria                | Filme            | Resultado |
| ---- | ------------------------ | ---------------- | --------- |
| 1970 | Melhor Atriz Coadjuvante | Cactus Flower    | Venceu    |
| 1980 | Melhor Atriz             | Private Benjamin | Indicada  |

#### Emmy Awards
| Ano  | Categoria                                                              | Indicação                | Resultado |
| ---- | ---------------------------------------------------------------------- | ------------------------ | --------- |
| 1969 | Classificação Especial de Programa Excepcional e Realização Individual | Laugh In                 | Indicada  |
| 1970 | Classificação Especial de Programa Excepcional e Realização Individual | Laugh In                 | Indicada  |
| 1980 | Melhor Programa de Variedades ou Música                                | Goldie and Liza Together | Indicada  |

#### Globo de Ouro
| Ano  | Categoria                                 | Filme                             | Resultado |
| ---- | ----------------------------------------- | --------------------------------- | --------- |
| 1970 | Melhor Atriz Coadjuvante em Cinema        | Cactus Flower                     | Venceu    |
| 1970 | Melhor Atriz Revelação em Cinema          | Cactus Flower                     | Indicada  |
| 1972 | Melhor Melhor Atriz em Comédia ou Musical | Butterflies Are Free              | Indicada  |
| 1975 | Melhor Melhor Atriz em Comédia ou Musical | Shampoo                           | Indicada  |
| 1976 | Melhor Melhor Atriz em Comédia ou Musical | The Duchess and the Dirtwater Fox | Indicada  |
| 1978 | Melhor Melhor Atriz em Comédia ou Musical | Foul Play                         | Indicada  |
| 1980 | Melhor Melhor Atriz em Comédia ou Musical | Private Benjamin                  | Indicada  |
| 1982 | Melhor Melhor Atriz em Comédia ou Musical | Best Friends                      | Indicada  |
| 2002 | Melhor Melhor Atriz em Comédia ou Musical | The Banger Sisters                | Indicada  |

#### BAFTA
| Ano  | Categoria              | Filme                                    | Resultado |
| ---- | ---------------------- | ---------------------------------------- | --------- |
| 1971 | Melhor Atriz em Cinema | Cactus Flower/ There's a Girl in My Soup | Indicada  |

#### Satellite Awards
| Ano  | Categoria                | Filme                    | Resultado |
| ---- | ------------------------ | ------------------------ | --------- |
| 1996 | Melhor Atriz Coadjuvante | Everyone Says I Love You | Indicada  |

#### Outros Prêmios
| Ano  | Festival                            | Categoria                      | Filme                     | Resultado |
| ---- | ----------------------------------- | ------------------------------ | ------------------------- | --------- |
| 1970 | David di Donatello Awards           | Prêmio Especial do David       | Cactus Flower             | Venceu    |
| 1971 | Laurel Awards                       | Melhor Atriz em Comédia        | There's a Girl in My Soup | Indicada  |
| 1980 | National Society of Film Critics    | Melhor Atriz                   | Private Benjamin          | Indicada  |
| 1980 | New York Film Critics Circle        | Melhor Atriz                   | Private Benjamin          | Indicada  |
| 1987 | American Comedy Awards              | Atriz Mais Engraçada em Cinema | Wildcats                  | Indicada  |
| 1988 | American Comedy Awards              | Atriz Mais Engraçada em Cinema | Overboard                 | Indicada  |
| 1993 | American Comedy Awards              | Atriz Mais Engraçada em Cinema | Death Become Her          | Indicada  |
| 1996 | National Board of Review            | Melhor Elenco                  | The First Wives Club      | Venceu    |
| 1996 | Golden Apple Awards                 | Melhor Atriz do Ano            | The First Wives Club      | Indicada  |
| 1997 | Blockbuster Entertainment Awards    | Melhor Atriz em Comédia        | The First Wives Club      | Venceu    |
| 1997 | American Comedy Awards              | Atriz Mais Engraçada em Cinema | The First Wives Club      | Indicada  |
| 1997 | Lonee Star Film & Television Awards | Melhor Direção                 | Hope                      | Venceu    |
| 2002 | Prêmio Framboesa de Ouro            | Pior Atriz Coadjuvante         | Town & Country            | Indicada  |
| 2017 | Hollywood Walk of Fame              | —                              | Homenagem                 | Venceu    |
| 2018 | Prêmio Framboesa de Ouro            | Pior Atriz Coadjuvante         | Snatched                  | Indicada  |